# Fey VD
| VD ist das Kürzel für den Kanton Waadt in der Schweiz. Es wird verwendet, um Verwechslungen mit anderen Einträgen des Namens Fey zu vermeiden. |

Fey (frz. [fɛ]; fpr.  [(a) faːɛ]) ist ein Dorf und eine politische Gemeinde im Distrikt Gros-de-Vaud des Kantons Waadt in der Schweiz.

## Geographie
Fey liegt auf 638 m ü. M., 5 km nordöstlich von Echallens und 18 km nördlich der Kantonshauptstadt Lausanne (Luftlinie). Das Haufendorf erstreckt sich auf der weiten Hochfläche des nordöstlichen Gros de Vaud, im Waadtländer Mittelland.
Die Fläche des 7,4 km² grossen Gemeindegebiets umfasst einen Abschnitt des leicht gewellten Hochplateaus des Gros de Vaud, der Kornkammer des Kantons Waadt. Das Plateau von Fey ist rund 2 km breit und wird im Westen vom Sauteru, im Osten von der Mentue und ihrem linken Seitenbach Botterel begrenzt. Diese Flüsse haben tiefe Täler in die Molasseschichten des Waadtländer Mittellandes eingegraben. Sie bilden jeweils die Gemeindegrenze von Fey, nur im Nordwesten liegt ein kleiner Teil im Waldgebiet von Les Colombettes auf der westlichen Seite des Sauteru. Das Plateau auf durchschnittlich 640 m ü. M. weist nur geringe Reliefunterschiede auf. Die höchste Erhebung wird mit 685 m ü. M. auf dem Signal südlich des Dorfes erreicht. Ganz im Süden reicht der Gemeindeboden bis in den Wald von Courtilloud, im Nordosten in den Wald von Béta. Von der Gemeindefläche entfielen 1997 4 % auf Siedlungen, 27 % auf Wald und Gehölze und 69 % auf Landwirtschaft.
Zu Fey gehören zahlreiche Einzelhöfe. Die Nachbargemeinden von Fey sind im Nordnordosten Rueyres, im Nordosten Bercher, im Osten Boulens, im Südosten Montanaire, im Süden Montilliez, im Südwesten Villars-le-Terroir, im Nordwesten Vuarrens und im Norden Pailly.

## Bevölkerung
Mit 762 Einwohnern (Stand 31. Dezember 2023) gehört Fey zu den kleinen Gemeinden des Kantons Waadt. Von den Bewohnern sind 95,3 % französischsprachig, 1,4 % deutschsprachig und 1,4 % portugiesischsprachig (Stand 2000). Die Bevölkerungszahl von Fey belief sich 1850 auf 513 Einwohner, 1900 auf 476 Einwohner. Nachdem die Bevölkerung bis 1970 auf 306 Personen abgenommen hatte, wurde wieder eine deutliche Bevölkerungszunahme verzeichnet.

## Wirtschaft
Fey war bis in die zweite Hälfte des 20. Jahrhunderts ein vorwiegend durch die Landwirtschaft geprägtes Dorf. Noch heute haben der Ackerbau, der Obstbau und die Viehzucht eine gewisse Bedeutung in der Erwerbsstruktur der Bevölkerung. Weitere Arbeitsplätze sind im Kleingewerbe und im Dienstleistungssektor vorhanden. Im Tal der Mentue gab es früher eine Mühle. In den letzten Jahrzehnten hat sich das Dorf zu einer Wohngemeinde entwickelt. Viele Erwerbstätige sind deshalb Wegpendler, die hauptsächlich im Grossraum Lausanne und in Yverdon arbeiten.

## Verkehr
Die Gemeinde ist verkehrstechnisch gut erschlossen, obwohl sie abseits grösserer Durchgangsstrassen an der Kantonsstrasse von Echallens nach Bercher liegt. Am 24. November 1898 wurde der Streckenabschnitt Echallens – Bercher der Schmalspurbahn Chemin de fer Lausanne-Echallens-Bercher (LEB) mit einem Bahnhof in Fey in Betrieb genommen.

## Geschichte
Die erste urkundliche Erwähnung des Ortes erfolgte Mitte 12. Jahrhundert als Feio. Der Ortsname geht wahrscheinlich auf lat. fāgeum ‚buchen, Buchenhain, Buche‘ zurück. Seit dem Mittelalter unterstand Fey der Herrschaft Bercher. Mit der Eroberung der Waadt durch Bern im Jahr 1536 kam das Dorf unter die Verwaltung der Vogtei Yverdon. Nach dem Zusammenbruch des Ancien Régime gehörte Fey von 1798 bis 1803 während der Helvetik zum Kanton Léman, der anschliessend mit der Inkraftsetzung der Mediationsverfassung im Kanton Waadt aufging. 1798 wurde es dem Bezirk Echallens zugeteilt, der 2008 zum Bezirk Gros-de-Vaud erweitert wurde.

## Sehenswürdigkeiten
Die Pfarrkirche Saint-Etienne ist bereits 1166 erwähnt. Der heutige Bau wurde im Jahr 1702 eingeweiht. Im Ortskern sind einige charakteristische Bauernhäuser aus dem 17. und 18. Jahrhundert erhalten. Bis 1944 bestand die so genannte "George-Buche", unter der sich Anhänger des Schriftstellers Stefan George halbjährlich trafen – immer im Frühjahr und Herbst – und Rezitationen abhielten; der hohe Baum wurde im Sommer 1944 vom Blitz getroffen und musste gefällt werden.